# كفر عوض السنيطة
قرية كفر عوض السنيطة هي إحدى القرى التابعة لمركز أجا في محافظة الدقهلية في جمهورية مصر العربية. حسب إحصاءات سنة 2006، بلغ إجمالي السكان في كفر عوض السنيطة 5025 نسمة، منهم 2500 رجل و2525 امرأة. من أعلامها محمد مهدي عاكف المرشد العام لجماعة الإخوان المسلمين السابق.